# Блисково
Бли́сково (болг. Блъсково) — село у Варненській області Болгарії. Входить до складу общини Провадія.

## Населення
За даними перепису населення 2011 року у селі проживали 1336 осіб.
Національний склад населення села:
| Національність   | Кількість осіб | Відсоток |
| ---------------- | -------------- | -------- |
| цигани           | 610            | 52,2%    |
| болгари          | 507            | 43,4%    |
| турки            | 44             | 3,8%     |
| інша             | 3              | 0,3%     |
| не визначились   | 5              | 0,4%     |
| Всього відповіли | 1169           |          |

Розподіл населення за віком у 2011 році:
Динаміка населення: